# Parlamentaryzm
Parlamentaryzm – system rządów parlamentarnych, tj. rządów, opierających się na parlamencie, jako na podstawowym czynniku władzy państwowej.
Przedstawiciele większości w parlamencie obejmują władzę i tworzą rząd. Mniejszość parlamentarna pozostaje w opozycji aż do chwili, kiedy przez nowe wybory uda jej się uzyskać większość dla swego programu i przejąć władzę w swe ręce. Istnienie większości i mniejszości, obozu rządowego i opozycji, jest formalnym warunkiem parlamentaryzmu.